# Mesothen desperata
Mesothen desperata är en fjärilsart som beskrevs av Walker 1856. Mesothen desperata ingår i släktet Mesothen och familjen björnspinnare. Inga underarter finns listade i Catalogue of Life.